# جوش سارجينت
جوش سارجينت (بالإنجليزية: Josh Sargent) (20 فبراير 2000 بأوفالون في الولايات المتحدة - ) هو لاعب كرة قدم أمريكي في مركز الهجوم.

## وصلات خارجية
- جوش سارجينت على موقع الاتحاد الدولي (مؤرشف)  (الإنجليزية)
- جوش سارجينت على موقع قاعدة بيانات كرة القدم.إي يو (الإنجليزية)
- جوش سارجينت على موقع ليكيب (الفرنسية)
- جوش سارجينت على موقع ناشيونال فوتبول تيمز (الإنجليزية)
- جوش سارجينت على موقع Soccerbase.com (لاعب) (الإنجليزية)
- جوش سارجينت على موقع Soccerway.com (الإنجليزية)
- جوش سارجينت على موقع عالم كرة القدم.نت (الإنجليزية)